# De nieuwsbode; orgaan van de vrije pers
De nieuwsbode; orgaan van de vrije pers was een verzetsblad uit de Tweede Wereldoorlog, dat vanaf 1 augustus 1942 tot en met 1 mei 1945 in Amsterdam en Utrecht werd uitgegeven. Het blad verscheen dagelijks, vanaf november 1943 3 maal per week in een oplage tussen de 300 en 4000 exemplaren. Het werd aanvankelijk gehectografeerd, daarna gestencild, maar tussen december 1943 en maart 1944 gedrukt en de inhoud bestond voornamelijk uit nieuwsberichten.
De oprichters van deze uitgave waren een aantal studenten o.a. J.W. Mobach, medisch student aan de Vrije Universiteit te Amsterdam, zijn broer M.T. Mobach en T.W. Mertens, beide rechtenstudent te Utrecht. Het doel van De Nieuwsbode was het op zo ruim mogelijke schaal verspreiden van nieuws om zo de verzetsgeest aan te moedigen en daarnaast het verkrijgen van inkomsten ter ondersteuning van hen, die als gevolg van verzet hun normale inkomsten verloren hadden. De naam was gekozen om deze in gesprekken te kunnen afkorten tot DNB, zijnde tevens de initialen van het Deutsches Nachrichten Büro. Van Utrecht uit werden de bladen naar Noord- en Zuid-Holland, Gelderland, Overijssel, Noord-Brabant en Limburg gebracht. Na arrestatie - door verraad - van de leiding in begin 1944 werd de zetel van het blad naar Amsterdam verplaatst, waar de redactie in de handen van C. Erends kwam te berusten. Gedurende enige tijd beschikte men over een luisterpost in de Vrije Universiteit. Dikwijls werden de redevoeringen vanuit Engeland met een dictafoon opgenomen. Op 5 augustus 1944 werden Erends en zijn verloofde, mej. A. Barink, gearresteerd en werd de leiding overgenomen door de zetter J.A. de Vries.
De Nieuwsbode bleef verschijnen, opdat de Sipo niet zou vermoeden welke belangrijke functie Erends had vervuld. H. Oldenburger werd medewerker. De verzending naar andere steden eindigde na het uitbreken van de Spoorwegstaking; in verschillende plaatsen bleef De Nieuwsbode daarop zelfstandig verschijnen. J.W. Mobach en de medewerker G. van Dijk zijn in het concentratiekamp Neuengamme overleden. C. Erends werd op 26 oktober 1944 te Haarlem als represaille voor een aanslag op een Duitser gefusilleerd. M.T. Mobach, T.W. Mertens, H. van Egdom, mej. Schouten, J. Hoekstra, Rudi Jansz en R. Petersen verbleven tot de bevrijding in concentratiekampen. H. van Apeldoorn sneuvelde in een gevecht tegen de Duitsers. Ofschoon het in de bedoeling van de oprichters lag de uitgave onmiddellijk na de bevrijding te staken, is De Nieuwsbode in sommige plaatsen legaal voortgezet, hetzij onder de oorspronkelijke titel (in de Achterhoek), hetzij in fusie met andere bladen (in Haarlem met De uitkijk; weekblad van illegale strijders, in Utrecht met de andere De nieuwsbode; orgaan van de vrije pers.